# Thomas Howard, XVI conte di Suffolk
Thomas Howard (18 agosto 1776 – 4 dicembre 1851) è stato un nobile e politico britannico.

## Biografia
Era figlio del generale John Howard, XV conte di Suffolk e Julia, figlia di John Gaskarth di Hutton Hall.
Ottenne il titolo di cortesia di visconte Andover alla morte del fratello maggiore Charles Nevinson, che rimase ucciso accidentalmente dallo scoppio del suo fucile nel 1800.

### Politica
Suffolk fu membro del parlamento rappresentando l'Arundel dal 1802 al 1806.
Venne nominato comandante maggiore dei Malmesbury Volunteers nel 1803. Nel 1820 successe al padre divenendo conte di Suffolk e di Berkshire ed entrò a far parte della camera dei lord.

### Famiglia
Lord Suffolk sposò Elizabeth Jane, figlia di James Dutton, I barone Sherborne e di Elizabeth Coke, nel 1803. La coppia ebbe sei figli:
- Lady Elizabeth Howard (6 novembre 1803 – 20 luglio 1845), sposò il suo primo cugino James Dutton, III barone Sherborne;
- Charles Howard, XVII conte di Suffolk (1804–1876);
- Henry Thomas Howard (16 novembre 1808 – 29 gennaio 1851);
- Jane Elizabeth Howard (25 luglio 1809 – 28 luglio 1861), sposò Sir John Ogilvy, IX baronetto;
- Richard Edward Howard (1812 – 27 febbraio 1873), avvocato;
- James Kenneth Howard (5 marzo 1814 – 7 gennaio 1882).

Lord Suffolk sopravvisse alla moglie, morta nel 1836, di quindici anni e morì nel dicembre del 1851, all'età di 75 anni. Venne chiamato a succedergli il figlio Charles.

## Ascendenza
|                                     |               |                  | Genitori      |  |  | Nonni |  |  | Bisnonni       |  |  | Trisnonni     |  |
|                                     |               |                  |               |  |  |       |  |  | Charles Howard |  |  | Philip Howard |  |
|                                     |               |                  |               |  |  |       |  |  | Charles Howard |  |  | Philip Howard |  |
|                                     |               | Mary Jennings    |               |  |  |       |  |  | Charles Howard |  |  |               |  |
| Philip Howard                       |               |                  |               |  |  |       |  |  | Charles Howard |  |  |               |  |
|                                     |               | Elizabeth Batten | Edward Batten |  |  |       |  |  |                |  |  |               |  |
|                                     |               | Elizabeth Batten | Edward Batten |  |  |       |  |  |                |  |  |               |  |
|                                     |               | Elizabeth Batten | …             |  |  |       |  |  |                |  |  |               |  |
| John Howard, XV conte di Suffolk    |               | Elizabeth Batten |               |  |  |       |  |  |                |  |  |               |  |
|                                     |               | Francis Screen   | …             |  |  |       |  |  |                |  |  |               |  |
|                                     |               | Francis Screen   | …             |  |  |       |  |  |                |  |  |               |  |
|                                     |               | Francis Screen   | …             |  |  |       |  |  |                |  |  |               |  |
| Margaret Screen                     |               | Francis Screen   |               |  |  |       |  |  |                |  |  |               |  |
|                                     |               | …                | …             |  |  |       |  |  |                |  |  |               |  |
|                                     |               | …                | …             |  |  |       |  |  |                |  |  |               |  |
|                                     |               | …                | …             |  |  |       |  |  |                |  |  |               |  |
| Thomas Howard, XVI conte di Suffolk |               | …                |               |  |  |       |  |  |                |  |  |               |  |
|                                     | John Gaskarth | Gawine Gasgarth  |               |  |  |       |  |  |                |  |  |               |  |
|                                     | John Gaskarth | Gawine Gasgarth  |               |  |  |       |  |  |                |  |  |               |  |
|                                     | John Gaskarth | …                |               |  |  |       |  |  |                |  |  |               |  |
| John Gaskarth                       | John Gaskarth |                  |               |  |  |       |  |  |                |  |  |               |  |
|                                     |               | Ann Gaskarth     | …             |  |  |       |  |  |                |  |  |               |  |
|                                     |               | Ann Gaskarth     | …             |  |  |       |  |  |                |  |  |               |  |
|                                     |               | Ann Gaskarth     | …             |  |  |       |  |  |                |  |  |               |  |
| Julia Gaskarth                      |               | Ann Gaskarth     |               |  |  |       |  |  |                |  |  |               |  |
|                                     |               | Thomas Bolton    | …             |  |  |       |  |  |                |  |  |               |  |
|                                     |               | Thomas Bolton    | …             |  |  |       |  |  |                |  |  |               |  |
|                                     |               | Thomas Bolton    | …             |  |  |       |  |  |                |  |  |               |  |
| Catherine Bolton                    |               | Thomas Bolton    |               |  |  |       |  |  |                |  |  |               |  |
|                                     |               | Sarah Mare       | …             |  |  |       |  |  |                |  |  |               |  |
|                                     |               | Sarah Mare       | …             |  |  |       |  |  |                |  |  |               |  |
|                                     |               | Sarah Mare       | …             |  |  |       |  |  |                |  |  |               |  |
|                                     |               | Sarah Mare       |               |  |  |       |  |  |                |  |  |               |  |